# Abbaye Santa María de San Salvador
L'abbaye de Santa María de San Salvador est un ensemble monastique bâti à partir du Moyen Âge, sur l'actuelle commune de Cañas, dans la communauté autonome de La Rioja, en Espagne.

## Histoire
En 1169, les comtes de Nájera, Lope Diaz I de Haro et son épouse Aldonza, fondèrent une abbaye de moniales cisterciennes dans la localité de Hayuela. La communauté fut transférée à Cañas avant 1171. Veuve depuis 1170, Aldonza s'y retira et y vécut jusqu'en 1207. 
La communauté connut son apogée sous l'abbatiat d'une petite-fille des fondateurs, la comtesse Urraca Diaz de Haro (es). La communauté demeura sous le patronage de la famille Haro jusqu'à son extinction en 1322.
L'abbaye a traversé les siècles sans interruption jusqu'à aujourd'hui. Elle fait désormais partie de la Congrégation Cistercienne de Saint Bernard.

## Architecture
Les constructions les plus anciennes que nous voyons aujourd'hui sont postérieures. Elles correspondent à la fin du XIIe siècle et au début du XIIIe siècle, l'église, les murs extérieurs du cloître, la salle capitulaire, le réfectoire et quelques murs d’autres bâtiments sont de cette époque.

## L'église
En pierre de taille, composée d’une nef (bien que trois nefs avaient projetées), un transept et trois chapelles. Ce qui attire surtout l'attention est la hauteur du chevet, exceptionnel dans l'architecture cistercienne de l'époque. L'abside est gothique, avec des vitraux lumineux sur deux hauteurs. 
Elle est couverte de voûtes en berceaux qui reposent sur de fines colonnes avec des chapiteaux décorés de motifs végétaux, d'une inhabituelle luminosité à travers vingt baies vitrées.

Les travaux de la nef se sont terminés au XVIe siècle, ainsi que les voûtes de la croisée du transept.
Le retable du maître-autel est Renaissance, de la première moitié du XVIe siècle. Œuvre de Guillén de Holanda. Les peintures ont été attribuées à Andrés de Melgar, peintre de Santo Domingo de la Calzada, puis à Alonso Gallego, qui a travaillé avec Melgar. Le retable est un triptyque consacré la Vierge. Sur les côtés sont représentés saint Léonard et saint Bernard, ainsi que l’abbesse qui a offert le retable, Leonor de Osorio, vers 1523.
Dans les chapelles latérales une statue du Christ du XIVe siècle, et de Notre-Dame de Cañas du XIIIe siècle. Sous les dalles du chœur reposent une vingtaine d’abbesses.

## Le cloître
Il montre les différentes époques de construction de l'Abbaye ; du XIIe siècle au XVIIIe siècle. Douze portails l'entourent, dans des styles roman, gothique et mudéjar, à remarquer celle de la salle capitulaire, fidèle à l'ornementation cistercienne.
La porte qui communique entre l'église et le cloître est de style roman, ouverte dans la nef de l'Epître (côté sud). Du côté du cloître elle est de quatre archivoltes et des colonnes courbées (en coin) dans les jambages : toutes les archivoltes sont parcourues par une moulure.

## La salle capitulaire

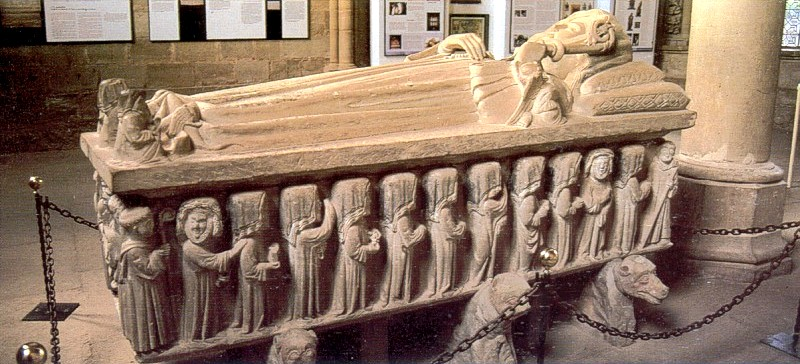
Le tombeau de Doña Urraque

De la seconde moitié du XIIIe siècle, en principe consacrée aux réunions du chapitre des religieuses jusqu'à sa transformation en cimetière.
Son ornementation, suivant les principes cisterciens, est composée d’éléments végétaux.
Parmi les tombes, celle de la comtesse Urraca Díaz de Haro, abbesse (1222-1262) et petite-fille du fondateur, dont le sarcophage réalisé dans les années 1270-1280 est de style gothique. Le couvercle supporte le gisant de l'abbesse ; les parois sont sculptées de scènes évoquant son enterrement. L'accompagnent des deux côtés quatre abbesses des XIIIe et XIVe siècle.

## Le musée
Il se trouve dans le cellier du XIIIe siècle.
Il est constitué de la presque la totalité des fonds propres de l'abbaye. Petits retables, reliefs, tableaux et statues, qui, à partir de fin du XVIe siècle, ont agrandi cette collection. Disposé suivant cinq grands thèmes : les premières années de la vie du Christ, la Passion et la Rédemption, la Vierge et les saints de l’Église, et les saints cisterciens.
Quant au reste, les constructions sont moins intéressantes, et appartiennent à différentes époques, allant jusqu'au XVIIIe siècle.

## La bibliothèque médiévale
Sept manuscrits médiévaux provenant de Cañas ont été identifiés grâce à leurs fragments ou à des mentions, notamment un missel de facture castillane réalisé entre 1267 et 1279. Un antiphonaire bourguignon des environs de 1200 a survécu et demeure propriété de la communauté.